# Röt Formatie

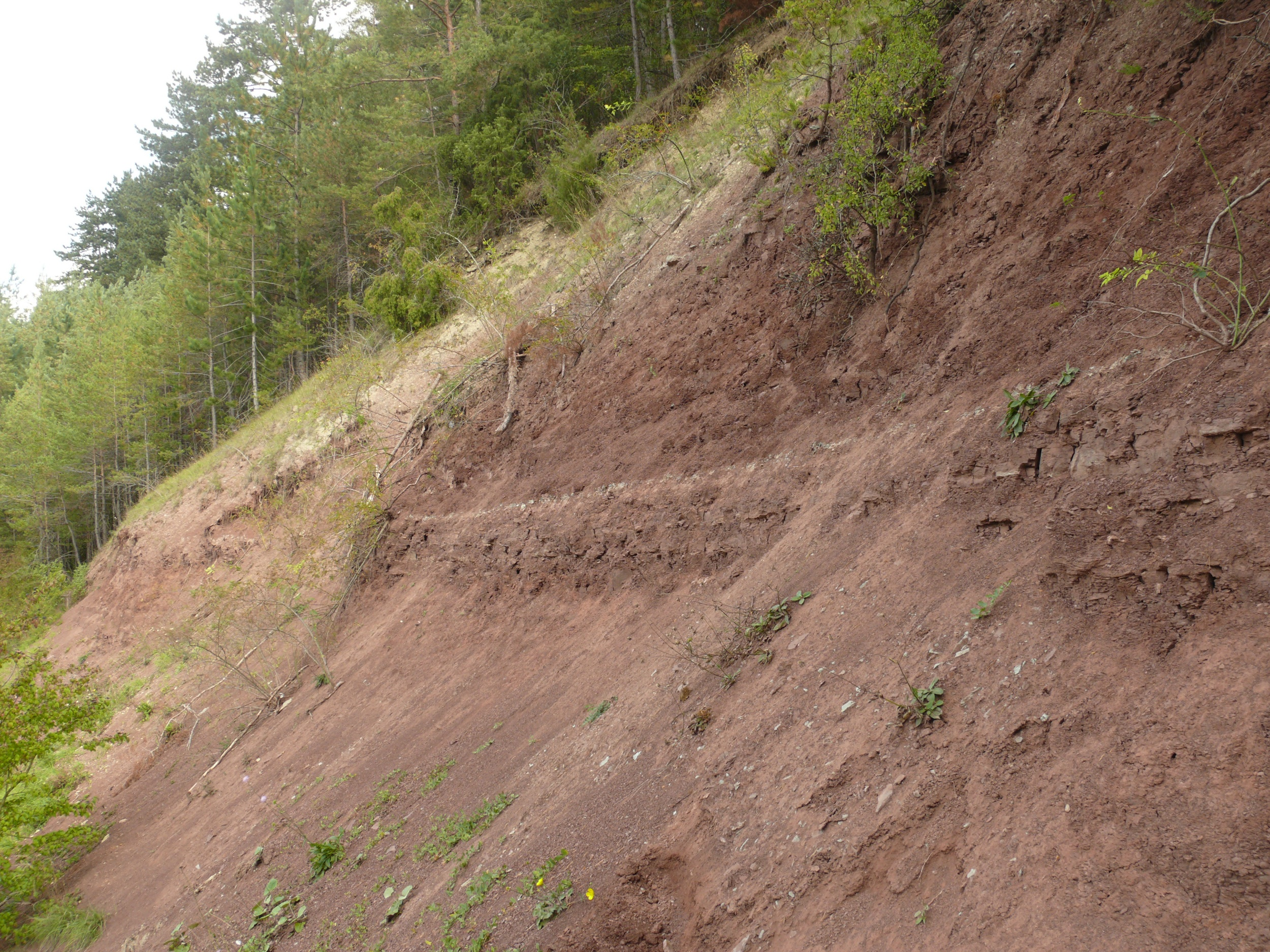
de Röt Formatie bij Hardheim

De Röt Formatie (sic, Duits: Röt-Formation) is een geologische formatie in de ondergrond van Duitsland, Nederland, België en delen van Denemarken en Polen. De formatie heeft een ouderdom uit het vroege Trias en bestaat uit zandsteen en evaporietlagen. Ze is onderdeel van de Buntsandstein en ligt normaal gesproken onder de Muschelkalk en boven op de Solling Formatie. In Nederland wordt ze ingedeeld bij de Boven-Germaanse Trias Groep, in Duitsland bij de Oberer Buntsandstein Gruppe.

## Stratigrafie en ouderdom
In Nederland, de zuidelijke Noordzee en Noord-Duitsland, waar tijdens het Trias het centrale deel van het Germaans Bekken lag, komt aan de basis van de Röt Formatie een zoutlaag voor. Aan de randen van het bekken, waar deze laag afwezig is, is de basis lastiger te bepalen. De top van de formatie is gelijk aan de basis van de Muschelkalk.
Het bovenste gedeelte van de Röt Formatie bestaat voornamelijk uit kleisteen en siltsteen waarin evaporietlaagjes (gips, anhydriet of steenzout) aanwezig zijn. Aan de randen van het Germaans Bekken komen ook zandige lagen voor, en in met name het zuidoosten kunnen kalkige of dolosteenlagen voorkomen. De formatie bevat in het centrale deel twee dikke evaporietlagen, die samen meer dan 100 meter dik kunnen zijn. De formatie kan in totaal tot 350 meter dik zijn, als het zout niet wordt meegerekend 240 meter.
Aan de hand van biostratigrafie wordt de basis van de formatie gedateerd op rond de 244,5 miljoen jaar (Olenekien) en de top rond de 243,0 miljoen jaar (Anisien).

## Faciesverschillen
De Röt Formatie is onder verschillende omstandigheden afgezet. De zee drong aan het begin van het Anisien vanuit het oosten het Germaans Bekken binnen. Terwijl in het centrale deel van het bekken (onder Nederland, de Noordzee en Noord-Duitsland) twee evaporieten werden afgezet, werden in het oosten mariene kalken gevormd.